# Couterne
Couterne és un municipi francès situat al departament de l'Orne i a la regió de Normandia. L'any 2007 tenia 1.025 habitants.

## Demografia

### Població
El 2007 la població de fet de Couterne era de 1.025 persones. Hi havia 416 famílies de les quals 140 eren unipersonals (58 homes vivint sols i 82 dones vivint soles), 136 parelles sense fills, 128 parelles amb fills i 12 famílies monoparentals amb fills.
La població ha evolucionat segons el següent gràfic:
Habitants censats

### Habitatges
El 2007 hi havia 548 habitatges, 426 eren l'habitatge principal de la família, 53 eren segones residències i 70 estaven desocupats. 472 eren cases i 75 eren apartaments. Dels 426 habitatges principals, 266 estaven ocupats pels seus propietaris, 152 estaven llogats i ocupats pels llogaters i 7 estaven cedits a títol gratuït; 5 tenien una cambra, 40 en tenien dues, 78 en tenien tres, 128 en tenien quatre i 175 en tenien cinc o més. 281 habitatges disposaven pel capbaix d'una plaça de pàrquing. A 225 habitatges hi havia un automòbil i a 146 n'hi havia dos o més.

### Piràmide de població
La piràmide de població per edats i sexe el 2009 era:
| Homes | Edats   | Dones |
| ----- | ------- | ----- |
| 0     | 95 o +  | 8     |
| 4     | 90 a 94 | 24    |
| 0     | 85 a 89 | 24    |
| 16    | 80 a 84 | 4     |
| 8     | 75 a 79 | 28    |
| 32    | 70 a 74 | 28    |
| 56    | 65 a 69 | 16    |
| 20    | 60 a 64 | 28    |
| 28    | 55 a 59 | 36    |
| 24    | 50 a 54 | 28    |
| 24    | 45 a 49 | 24    |
| 36    | 40 a 44 | 24    |
| 36    | 35 a 39 | 40    |
| 36    | 30 a 34 | 32    |
| 28    | 25 a 29 | 32    |
| 28    | 20 a 24 | 16    |
| 16    | 15 a 19 | 32    |
| 36    | 10 a 14 | 28    |
| 36    | 5 a 9   | 44    |
| 20    | 0 a 4   | 36    |

## Economia
El 2007 la població en edat de treballar era de 573 persones, 429 eren actives i 144 eren inactives. De les 429 persones actives 396 estaven ocupades (214 homes i 182 dones) i 34 estaven aturades (20 homes i 14 dones). De les 144 persones inactives 69 estaven jubilades, 42 estaven estudiant i 33 estaven classificades com a «altres inactius».

### Ingressos
El 2009 a Couterne hi havia 418 unitats fiscals que integraven 966,5 persones, la mediana anual d'ingressos fiscals per persona era de 16.408 €.

### Activitats econòmiques
Dels 48 establiments que hi havia el 2007, 1 era d'una empresa extractiva, 2 d'empreses alimentàries, 1 d'una empresa de fabricació d'altres productes industrials, 11 d'empreses de construcció, 12 d'empreses de comerç i reparació d'automòbils, 1 d'una empresa de transport, 3 d'empreses d'hostatgeria i restauració, 1 d'una empresa d'informació i comunicació, 1 d'una empresa financera, 1 d'una empresa immobiliària, 4 d'empreses de serveis, 8 d'entitats de l'administració pública i 2 d'empreses classificades com a «altres activitats de serveis».
Dels 17 establiments de servei als particulars que hi havia el 2009, 1 era una oficina bancària, 2 paletes, 2 guixaires pintors, 4 fusteries, 2 lampisteries, 1 electricista, 2 perruqueries, 1 veterinari, 1 restaurant i 1 agència immobiliària.
Dels 7 establiments comercials que hi havia el 2009, 1 era una botiga de més de 120 m², 1 una botiga de menys de 120 m², 2 carnisseries, 1 una sabateria, 1 una botiga de material de revestiment de parets i terra i 1 una joieria.
L'any 2000 a Couterne hi havia 17 explotacions agrícoles que ocupaven un total de 704 hectàrees.

## Equipaments sanitaris i escolars
L'únic equipament sanitari que hi havia el 2009 era una farmàcia.
El 2009 hi havia una escola elemental.

## Poblacions més properes
El següent diagrama mostra les poblacions més properes.